# Куч Сокумпеак
Куч Сокумпеак (кхмер. កួច សុកុម្ភ; нар. 15 лютого 1987, Кампонгтхом,  НР Кампучія) — камбоджіський футболіст, півзахисник клубу камбоджійської Прем'єр-ліги «Нагаворлд» та національної збірної Камбоджі.

## Клубна кар'єра
Вихованець клубу «Армі Юз». Футбольну кар'єру розпочав 2005 року в клубі «Кемара Кейла». Потім грав за «Рангер» та «Кемара Кейла». З 2011 по 2015 рік виступав за «Пномпень Краун». З 2015 року захищає кольори «Нагаворлд».

## Кар'єра в збірній
У 2006 році дебютував за національну збірну Камбоджі.

## Статистика виступів за збірну

### По матчах
| Дата       | Місто    | Господарі | Результат | Гості    | Турнір                               | Голи | Примітки |
| ---------- | -------- | --------- | --------- | -------- | ------------------------------------ | ---- | -------- |
| 5-9-2019   | Пномпень | Камбоджа  | 1 – 1     | Гонконг  | Відбір до ЧС 2022                    | -    |          |
| 10-9-2019  | Пномпень | Камбоджа  | 0 – 1     | Бахрейн  | Відбір до ЧС 2022                    | -    | 73'      |
| 10-10-2019 | Тегеран  | Іран      | 14 – 0    | Камбоджа | Відбір до ЧС 2022                    | -    |          |
| 15-10-2019 | Пномпень | Камбоджа  | 0 – 4     | Ірак     | Відбір до ЧС 2022                    | -    | 68'      |
| 19-11-2019 | Гонконг  | Гонконг   | 2 – 0     | Камбоджа | Відбір до ЧС 2022                    | -    | 68'      |
| 3-6-2021   | Ріффа    | Бахрейн   | 8 – 0     | Камбоджа | Відбір до ЧС 2022                    | -    |          |
| 11-6-2021  | Ріффа    | Камбоджа  | 0 – 10    | Іран     | Відбір до ЧС 2022                    | -    | 46'      |
| 6-12-2021  | Сінгапур | Камбоджа  | 1 – 3     | Малайзія | Кубок Судзукі АСЕАН 2020 - 1-й раунд | -    | 84'      |
| 15-12-2021 | Сінгапур | Камбоджа  | 3 – 0     | Лаос     | Кубок Судзукі АСЕАН 2020 - 1-й раунд | -    | 84'      |
| Усього     |          | Матчів    | 9         |          | Голів                                | 0    |          |

### Голи за збірну
Рахунок та результат збірної Камбоджі подано на першому місці.
| №  | Дата            | Місце                                           | Суперник   | Рахунок | Результат | Змагання                            |
| -- | --------------- | ----------------------------------------------- | ---------- | ------- | --------- | ----------------------------------- |
| 1. | 6 квітня 2006   | Стадіон армії Бангладешу, Дакка, Бангладеш      | Гуам       | 3–0     | 3–0       | Кубок виклику АФК 2006              |
| 2. | 7 грудня 2008   | Гелора Бунг Карно, Джакарта, Індонезія          | М'янма     | 1–2     | 2–3       | чемпіонат АСЕАН 2008                |
| 3. | 25 березня 2011 | Національний футбольний стадіон, Мале, Мальдіви | Киргизстан | 2–2     | 3–4       | кваліфікація кубку виклику АФК 2012 |
| 4. | 25 березня 2011 | Національний футбольний стадіон, Мале, Мальдіви | Киргизстан | 3–4     | 3–4       | кваліфікація кубку виклику АФК 2012 |
| 5. | 29 червня 2011  | Олімпійський стадіон, Пномпень, Камбоджа        | Лаос       | 3–2     | 4–2       | кваліфікація чемпіонату світу 2014  |
| 6. | 3 липня 2011    | Новий національний стадіон, В'єнтьян, Лаос      | Лаос       | 2–4     | 2–6       | кваліфікація чемпіонату світу 2014  |
| 7. | 6 червня 2019   | Олімпійський стадіон, Пномпень, Камбоджа        | Пакистан   | 2–0     | 2–0       | кваліфікація чемпіонату світу 2022  |

## Досягнення
«Кемара Кейла»
- Кубок Камбоджі
  -  Володар (1): 2007

«Пномпень Краун»
- Прем'єр-ліга Камбоджі
  -  Чемпіон (2): 2011, 2014

- Кубок президента АФК
  -  Фіналіст (1): 2011

Індивідуальні
- Золота бутса Кубок Камбоджі: 2007, 2009, 2010